# Alfonso Montemayor
Alfonso Montemayor Crespo (Tampico, 28 de abril de 1928 - 22 de novembro de 2012) foi um futebolista mexicano que atuava como defensor.

## Carreira
Alfonso Montemayor fez parte do elenco da Seleção Mexicana de Futebol, na Copa de 1950.